# 淮口街道
淮口街道，原为淮口镇，是中华人民共和国四川省成都市金堂縣下辖的一个乡镇级行政单位。2019年12月，撤镇设街道，将原淮口镇所属行政区域和三溪镇三圣社区、白庙村、明月村所属行政区域划归淮口街道管辖。

## 行政区划
淮口街道下辖以下地区：
瑞光社区、滨江路社区、洲城社区、同兴社区、淮帆社区、团结社区、巴德社区、红新社区、五星社区、石心社区、红光社区、万福社区、姜棚社区、望江社区、粮丰社区、金龙桥社区、红岩寺社区、一根松社区、帽顶村、龚家村、天台村、小柏村、舒家湾村、云顶村、光荣村和长江村。